# Parastrephia
Parastrephia es un género de plantas con flores de la familia Asteraceae. Está presente en Perú, Bolivia, Chile, Argentina.

## Especies
- Parastrephia lucida (Meyen) Cabrera
- Parastrephia quadrangularis (Meyen) Cabrera
- Parastrephia teretiuscula (Kuntze) Cabrera